# Episodi di Harrow (prima stagione)
La prima stagione della serie televisiva Harrow, composta da 10 episodi, è stata trasmessa in Australia dal canale ABC dal 9 marzo all'11 maggio 2018.
In Italia, la stagione è andata in onda dal 5 ottobre al 16 novembre 2018 sul canale a pagamento di Sky Fox Crime. Da martedì 9 novembre 2021, la serie è approdata anche su Top Crime, in prima TV free.
| nº | Titolo originale                                              | Titolo italiano            | Prima TV Australia | Prima TV Italia  |
| -- | ------------------------------------------------------------- | -------------------------- | ------------------ | ---------------- |
| 1  | Actus Reus (Guilty Act)                                       | Actus Reus                 | 9 marzo 2018       | 5 ottobre 2018   |
| 2  | Ex Animo (From the Soul)                                      | Ex Animo                   | 16 marzo 2018      | 5 ottobre 2018   |
| 3  | Hic Sunt Dracones (Here Be Dragons)                           | Hic Sunt Dracones          | 23 marzo 2018      | 12 ottobre 2018  |
| 4  | Finis Vitae Sed Non Amoris (The End of Life, but Not of Love) | Finis Vitae Sed Non Amoris | 30 marzo 2018      | 12 ottobre 2018  |
| 5  | Non Sum Qualis Eram (I'm Not What I Used to Be)               | Non Sum Qualis Eram        | 6 aprile 2018      | 19 ottobre 2018  |
| 6  | Aurum Potestas Est (Gold Is Power)                            | Aurum Potestas Est         | 13 aprile 2018     | 19 ottobre 2018  |
| 7  | Pia Mater (Gentle Mother)                                     | Pia Mater                  | 20 aprile 2018     | 26 ottobre 2018  |
| 8  | Peccata Patris (Sins of the Father)                           | Peccata Patris             | 27 aprile 2018     | 2 novembre 2018  |
| 9  | Lex Talionis (The Law of Retaliation)                         | Lex Talionis               | 4 maggio 2018      | 9 novembre 2018  |
| 10 | Mens Rea (Guilty Mind)                                        | Mens Rea                   | 11 maggio 2018     | 16 novembre 2018 |

## Actus Reus
- Titolo originale: Actus Reus (Guilty Act)
- Diretto da: Kate Dennis
- Scritto da: Stephen M. Irwin

### Trama
Il patologo Daniel Harrow è tanto bravo nel suo lavoro quanto poco amato da colleghi e poliziotti, che lo considerano un rompiscatole refrattario all'autorità. Anche nell'ambito familiare ha diversi grattacapi: non ha un buon rapporto con la ex moglie e la loro figlia, Fern, è una sbandata senza fissa dimora. La puntata inizia con un flashback in cui si vede una figura incappucciata che butta un cadavere in un fiume nel cuore della notte. Nel presente, il dottor Harrow indaga sul caso di una giovane donna morta in quello che si crede sia un incidente legato all'assunzione di droga e alcool, di cui la vittima aveva un passato di dipendenza. Il padre della vittima sostiene, non creduto, che il fidanzato della figlia l'abbia uccisa. È proprio Harrow a scoprire le prove che incastreranno l'uomo, un manager immobiliare, che aveva falsificato la firma della sua fidanzata per scaricare su di lei alcune proprietà coperte di debiti: Harrow lo ferisce deliberatamente, costringendo il giovane a sottoporsi a una radiografia della mano, dove viene scoperto un frammento del dente della defunta donna, depositato lì quando le ha forzato la droga in gola. Il sergente della polizia Soroya Dass chiama Harrow al fiume, dove è stato scoperto il cadavere in gran parte decomposto della scena iniziale. Un altro flashback rivela che la figura incappucciata era Harrow. 

## Ex Animo
- Titolo originale: Ex Animo (From The Soul)
- Diretto da: Peter Salmon
- Scritto da: Stephen M. Irwin

### Trama
Dass e Harrow sono chiamati a indagare sul corpo di una donna trovata in un bosco, scoprendo che è stata colpita con una balestra in stile medievale. Simon, l'assistente di Harrow, inizia ad analizzare le ossa del fiume e Harrow fa diversi tentativi per rallentare i suoi progressi nelle indagini. Il patologo, in conflitto personale per il suo coinvolgimento col caso delle ossa del fiume, visita il suo mentore Jack in una casa di cura, chiedendogli se ha mai falsificato delle prove. Nel frattempo la figlia di Harrow, Fern, fa perdere nuovamente le sue tracce. Dass e Harrow fanno risalire la freccia a una coppia, che ha ucciso la donna come parte di una caccia rituale. I due tentano di uccidere Harrow, ma vengono affrontati e arrestati da Dass. Più tardi quella notte, Harrow si intrufola nella casa di cura per ottenere un campione di DNA da un residente privo di conoscenza, e viene scoperto da Jack; nonostante ciò, porta il campione al laboratorio e lo scambia con la fiala delle ossa del fiume per sviare le indagini.

## Hic Sunt Dracones
- Titolo originale: Hic Sunt Dracones (Here Be Dragons)
- Diretto da: Peter Salmon
- Scritto da: Stephen M. Irwin

### Trama
In una regione dell'Australia un alligatore viene investito: dall'analisi del suo stomaco emerge un braccio umano e che la bestia era già morta per avvelenamento prima di finire sotto l'auto. Harrow e Dass si recano sul luogo per cercare il resto del cadavere sfruttando i dati forniti dal GPS dell'animale. Arrivano ad un uomo che ha comprato una rara barca, che suscita la curiosità di Harrow, che è un esperto di imbarcazioni; scoprono così che l'uomo è un contrabbandiere di rettili, ma anche che non c'entra niente con l'omicidio. Indagando scoprono un giro di vendite di barche rare: una giovane donna abborda ricchi uomini amanti di rare imbarcazioni, si fa sposare e poi avvelena il marito con del veleno per topi; dopo di che si disfa, con l'aiuto di un complice, dei resti del cadavere scaricandoli in zone frequentate dagli alligatori.
Intanto continua l'analisi delle ossa e la ricerca della testa del cadavere che Harrow ha buttato nel fiume, mentre i rapporti tra il protagonista e sua figlia Fern si fanno ancora più tesi poiché l'uomo manca alla festa dei 18 anni della ragazza a causa delle indagini.

## Finis Vitae Sed Non Amoris
- Titolo originale: Finis Vitae Sed Non Amoris (The End of Life, but Not of Love)
- Diretto da: Tony Krawitz
- Scritto da: Stephen M. Irwin

### Trama
Viene ritrovato lo scheletro di una donna nel giardino di una casa privata: la costruzione appartiene ad un uomo iracondo e alcolizzato la cui moglie è scomparsa anni prima e i sospetti si concentrano subito su di lui. Harrow però, studiando le ossa, scopre un'insolita anomalia; indagando con Dass risalgono a una donna senza tetto accusata anni addietro di avere con sé un bambino non registrato all'anagrafe. L'esame del DNA aveva rivelato che non era suo figlio, motivo per cui il bambino le era stato tolto e dato in adozione. Non rassegnata, lo spia fino a molestarlo e in un'occasione il bambino, spaventato, la accoltella a morte. La madre adottiva lo aiuta a nascondere il crimine, ma ora con l'indagine è venuto tutto a galla. Harrow scopre che il bambino era davvero il figlio della senza tetto, che aveva una rara anomalia genetica che l'ha portata ad avere DNA diverso da quello contenuto nelle sue ovaie. Fern intanto vive sempre più allo sbando con il suo ragazzo, Callan e, per far fronte a dei debiti, si offre di vendere droga per conto di un delinquente.

## Non Sum Qualis Eram
- Titolo originale: Non Sum Qualis Eram (I'm Not What I Used to Be)
- Diretto da: Tony Krawitz
- Scritto da: Stephen M. Irwin

### Trama
Fern, per rimediare dei soldi, accetta di vendere una nuova droga sintetica per conto di uno spacciatore, Billy, ma la merce è troppo forte e provoca dei morti. La ragazza fugge ma, avendo usato la macchina del padre, a cui l'ha presa senza permesso, viene identificata dalle telecamere. Intanto Harrow indaga sul droga-party perché deve capire cosa contenevano le pasticche per cercare di salvare una ragazza finita in ospedale; Fern, presa dai sensi di colpa, si reca da Billy per farsi dare un campione delle pasticche da consegnare alla polizia, ma lo trova in fin di vita. Chiama i soccorsi e, giunti i paramedici, lei scappa; interviene anche la narcotici che trova il cellulare di Billy, risalendo al numero di Callen e giungendo così a Fern, che viene arrestata. Prima di ciò, però, la ragazza riesce a consegnare al padre un campione della droga perché la possa far analizzare, salvando così la vita alla ragazza ricoverata. Nonostante le telecamere, non ci sono prove inconfutabili che sia stata Fern a vendere la droga alla festa: viene rilasciata e fa perdere le sue tracce. Mentre la relazione tra Dass e Harrow progredisce, quest'ultimo riesce, con un falso referto sulle ossa del fiume, a indurre il suo capo a far cremare i resti. Il collega di Harrow, che le aveva analizzate, si accorge però di quello che per lui è un errore grave ma non intenzionale e informa Dass. La puntata si conclude con la scoperta che il cadavere del fiume è il secondo marito di Stephanie, la ex moglie di Harrow.

## Aurum Potestas Est
- Titolo originale: Aurum Potestas Est (Gold Is Power)
- Diretto da: Tony Tilse
- Scritto da: Stephen M. Irwin

### Trama
Dass continua a seguire il caso del secondo marito scomparso di Stephanie, un ex poliziotto dipendente dal gioco d'azzardo di nome Robert Quinn, e impedisce che le ossa del fiume vengano cremate. Stephanie preme perché le ossa vengano riconosciute come quelle di Quinn affinché possa ritirare l'assicurazione ed estinguere l'ipoteca sulla casa accesa a causa dei debiti di gioco del marito. Dass e Harrow vengono chiamati a indagare sul caso di una studentessa danese il cui corpo viene trovato tagliato a pezzi lungo dei binari ferroviari. L'indagine è ostacolata dalla politica, in quanto riguarda un uomo d'affari cinese con cui il governo sta per firmare un contratto minerario molto importante, fino al punto che due sgherri del magnate cinese rapiscono Harrow e lo minacciano di far del male a Stephanie se non abbandona le indagini. L'uomo d'affari sfugge all'accusa ritornando in Cina, con la quale l'Australia non ha accordi di estradizione. Intanto Dass trova l'auto di Quinn in un lago. Nel frattempo, la matrigna di Callan accetta di dare al figliastro la casa del fratello defunto in cui vivere, ma Fern ha dei dubbi.

## Pia Mater
- Titolo originale: Pia Mater (Gentle Mother)
- Diretto da: Tony Krawitz
- Scritto da: Stephen M. Irwin

### Trama
Dass viene tolta dal caso quando viene alla luce che ha una relazione con Harrow. Nel frattempo arriva un nuovo caso: un incidente d'auto con due corpi, madre e figlio, e Maxine ordina a Harrow e Fairley di collaborare nelle indagini. Simon trova un proiettile vecchio di 20 anni nel cervello del cadavere del figlio. Con l'aiuto di un vecchio poliziotto, Harrow collega il figlio alla scomparsa di una giovane ragazza avvenuta un decennio prima: scopre che il figlio ha ucciso la ragazza e che sua madre ha cercato di ucciderlo sparandogli, ma il proiettile ha cambiato la sua personalità. Pochi giorni prima il proiettile si era mosso e, quando la sua vecchia personalità è tornata, ha cercato di uccidere la sorella. La madre, che aveva un cancro terminale, ha causato l'incidente mortale per proteggere sua figlia. Nel frattempo, Harrow scopre che Dass ha un figlio a Melbourne. Callan se ne va, ma Fern rimane perché ha ancora cose da risolvere.

## Peccata Patris
- Titolo originale: Peccata Patris (Sins of the Father)
- Diretto da: Catriona McKenzie
- Scritto da: Leigh McGrath

### Trama
Nichols scopre che Quinn ha sostituito due pneumatici della sua auto giorni prima della sua scomparsa. I sommozzatori trovano il teschio mancante, identificato come quello di Quinn. Stephanie parla con Dass di un'auto misteriosa che continua a stazionare davanti a casa sua. Dass scopre che Stephanie ha la fede nuziale scomparsa di Quinn, mentre la donna aveva dichiarato di non avere niente del marito, cosa che fa ora di Stephanie una sospettata; inoltre la polizia ha una registrazione audio di Stephanie che minaccia di morte Quinn. Stephanie afferma di aver trovato l'anello nella cassetta della posta, ma giura di non averlo ucciso; ha anche un alibi: era in ospedale con una costola rotta. Dass e Daniel litigano perché quest'ultimo non accetta il ruolo della donna nell'incriminazione di Stephanie. Nel frattempo Harrow indaga sulla morte di Rhys, un ragazzo gay che frequentava il liceo ed era nella squadra sportiva di canottaggio. Harrow e Simon scoprono che il ragazzo non è caduto dove è stato trovato, il che li porta dal compagno di squadra con cui il ragazzo aveva una relazione. Scoprono che il padre bigotto del compagno di squadra ha spinto il ragazzo contro una fontana di pietra, provocandogli un colpo alla testa fatale, e che poi ha costretto il figlio ad aiutarlo a smaltire il corpo. Mentre Maxine sta valutando un'offerta di lavoro a Ginevra, Fairley inizia a manovrare per prendere il suo posto. Dopo averlo accidentalmente raccontato a Nichols, il detective le propone di sposarlo. Harrow racconta a Dass di come suo padre si è impiccato e di come Jack Twine lo abbia preso sotto la sua ala protettrice in seguito, regalandogli un antico kit chirurgico. La squadra di Nichols scopre che è stata Fern a tagliare le gomme di Quinn.

## Lex Talionis
- Titolo originale: Lex Talionis (The Law of Retaliation)
- Diretto da: Daniel Nettheim
- Scritto da: Stephen M. Irwin

### Trama
La squadra di Nichols continua a indagare su Fern e arresta Callan, ricattandolo per cercare di incastrare la ragazza, ma Callan usa le due telefonate di suo diritto per avvertire lei e Harrow. La squadra di Nichols scopre che hanno un alibi: Callan era in prigione per possesso di droga e Fern stava cercando di ottenere i soldi per la sua cauzione impegnando al banco dei pegni un antico set da chirurgo. Simon apprende dal supporto tecnico dell'obitorio che ci sono state delle interruzioni di corrente nel sistema che monitora le presenze nei laboratori, ed è stato lo stesso Harrow a comunicare i dati per colmare le lacune. Simon arriva così a sospettare che Harrow sia implicato nella morte di Quinn e che abbia falsato i dati per darsi un alibi. Controllando la telecamera di sicurezza del banco dei pegni, Dass scopre l'antico kit chirurgico che Fern ha dato in pegno e vede dalle telecamere che il tronchese, ora scomparso, era presente nel kit. Chiede a Fairley se il tronchese può essere compatibile con una ferita trovata sulle ossa del fiume e il collega di Harlow si indigna per l'accusa implicita che la donna sta muovendo contro il suo fidanzato. Nel frattempo, Jack chiama Harrow perché ha dei sospetti sulla morte di un altro residente della casa di cura. Dopo che lui e Simon hanno esaminato il corpo alla scuola di anatomia, si rende conto che all'uomo è stato rimosso un tatuaggio delle SS. Deduce che è stato ucciso da un'altra residente, una donna ungherese sopravvissuta ad Auschwitz: l'ha soffocato con un cuscino perché era responsabile della morte di sua sorella. Harrow ha pietà della donna per quello cha ha passato e non la denuncia. Mentre sta parlando con lei, Jack muore nel suo letto. Maxine intanto accetta la proposta di matrimonio di Nichols. 

## Mens Rea
- Titolo originale: Mens Rea (Guilty Mind)
- Diretto da: Daniel Nettheim
- Scritto da: Stephen M. Irwin

### Trama
Simon chiede a Stephanie della sua fede nuziale.
Intanto Harrow indaga su un omicidio-suicidio, quando la vittima suicida si sveglia sul tavolo dell'autopsia e lo rinchiude all'interno del laboratorio minacciandolo con un coltello. Crede che la sua defunta moglie sia stata erroneamente diagnosticata dalla vittima, un rinomato ematologo, e che l'autopsia di Harrow abbia coperto la verità. Dass si rende conto che il tronchese del kit potrebbe essere stato usato sul dito di Quinn. Dass trova Simon sulla barca di Harrow e condividono i loro sospetti su Harrow mentre Fern li osserva di nascosto. Dass trova il rapporto del chirurgo ortopedico in ospedale, rendendosi conto anche che Harrow ha rubato l'altro. Alla barca, Simon scopre che dal kit di Harrow manca il tronchese incriminato. Simon vuole sapere cosa è successo e Harrow gli confessa di aver ucciso Quinn perché aveva scoperto che abusava sessualmente di Fern, che subiva in silenzio perché Quinn l'aveva minacciata di uccidere sua madre se l'avesse raccontato a qualcuno. Quinn aveva detto ad Harrow che era stata Fern a sedurlo; capisce però di aver detto troppo e cerca di uccidere Harrow, che riesce ad avere la meglio sul rivale. Harrow dice a Simon di fare ciò che deve e intanto Nichols arresta Harrow. Li fa salire sulla barca e sono tutti sorpresi di trovare il tronchese all'interno del kit chirurgico. Una scatola con le cose di Jack arriva all'istituto di medicina forense, che Maxine trova accompagnate da una lettera che fornisce un alibi a Harrow. Fairley dice a Harrow che Jack è morto per aver assunto una dose eccessiva di ossicodone. Harrow si rende conto che Simon ha preso il tronchese dal set della scuola di anatomia: gli chiede perché ha rischiato la carriera mentendo per lui e Simon dice che Harrow gli ha insegnato a cercare il perché. Dopo aver realizzato ciò che suo padre ha fatto, Fern lo trova e piangono insieme, subito dopo parte con Callan. Dass, lascia Daniel: è convinta di avere ragione sulla sua colpevolezza, ma si trova in crisi contro le prove che lo scagionano. Più tardi, qualcuno spara a Harrow mentre è sul ponte.